# Tadżykistan na Letnich Igrzyskach Olimpijskich 2004
Tadżykistan na Letnich Igrzyskach Olimpijskich 2004 reprezentowało 9 zawodników: 5 mężczyzn i 4 kobiety.

## Skład kadry

### Boks
Mężczyźni
- Szerali Dostijew
  - waga papierowa - 17. miejsce

### Lekkoatletyka
Mężczyźni
- Dilszod Nazarow
  - rzut młotem - dyskwalifikacja (nie oddał żadnej dobrej próby)

Kobiety
- Gulsara Dadabajewa
  - maraton - 53. miejsce

### Łucznictwo
Kobiety
- Nargis Nabijewa
  - Indywidualnie - 45. miejsce

### Strzelectwo
Mężczyźni
- Siergiej Babikow
  - pistolet dowolny, 10 m - 10. miejsce

### Zapasy
Mężczyźni
- Jusuf Abdusalomow
  - Waga do 74 kg w stylu wolnym - 9. miejsce

- Szamil Alijew
  - Waga do 84 kg w stylu wolnym  - 8. miejsce

Kobiety
- Lidija Karamczakowa
  - Waga do 48 kg w stylu wolnym  - 7. miejsce

- Natalja Iwanowa
  - Waga do 63 kg w stylu wolnym  - 11. miejsce